# Боден Барет
Боден Барет (енгл. Beauden Barrett; 21. мај 1991) је професионални неовозеландски рагбиста који тренутно игра за рагби јунион тим Херикејнси у Супер рагбилиги.

## Биографија
Рођен је у Новом Плимуту у регији Таранаки на Новом Зеланду. Висок је 187 цм и тежак 92 кг. Игра на позицији 10 - отварач (енгл. Fly half). Барет је играо за Таранаки у ИТМ Куп, а онда је 2011. заиграо у најјачој лиги на свету Супер рагби за Херикејнсе. У 64 утакмица, Барет је постигао 715 поена. Барет је за Нови Зеланд дебитовао 2012. у јуну против Ирске. За репрезентацију Новог Зеланда Барет је одиграо 32 утакмице и постигао 135 поена. Два Баретова брата, Скот Барет и Кејн Барет, су такође професионални рагбисти.